# Liste d'avions militaires
Liste d'avions militaires peut faire référence à :
- Liste d'avions militaires de la Première Guerre mondiale
- Liste d'avions militaires de l'entre-deux-guerres
- Liste d'avions militaires de la Seconde Guerre mondiale
  - Liste des avions de la Luftwaffe
- Liste d'avions militaires de la montée de la guerre froide
- Liste d'avions militaires des années 1970 à la fin du XXe siècle
- Liste d'avions militaires du XXIe siècle

## Listes thématiques
- Liste d'avions de chasse
Avions de chasse à réaction par génération :
  - Liste d'avions de chasse de la première génération (1942-1950)
  - Liste d'avions de chasse de la deuxième génération (1950-1960)
  - Liste d'avions de chasse de la troisième génération (1960-1975)
  - Liste d'avions de chasse de la quatrième génération (1975-2005)
  - Liste d'avions de chasse de la cinquième génération (depuis 2005)
  - Liste d'avions de chasse de la sixième génération (prévue en 2025)
- Liste d'avions embarqués
- Liste de bombardiers

#### États-Unis
- Liste des aéronefs actuels des forces armées des États-Unis
- Liste des aéronefs des forces armées des États-Unis
- Liste des aéronefs de l'United States Navy
- Liste des bombardiers des forces armées des États-Unis

#### OTAN
- Liste des noms de code OTAN pour divers avions
- Liste des noms de code OTAN pour les avions bombardiers
- Liste des noms de code OTAN pour les avions de chasse